# Megaherz (Band)/Diskografie
Diese Diskografie ist eine Übersicht über die musikalischen Werke der deutschen NDH-Band Megaherz.

## Alben

### Studioalben
| Jahr | Titel Musiklabel / Vertrieb                     | Höchstplatzierung, Gesamtwochen, AuszeichnungChartplatzierungen (Jahr, Titel, Musiklabel / Vertrieb, Platzierungen, Wochen, Auszeichnungen, Anmerkungen) | Höchstplatzierung, Gesamtwochen, AuszeichnungChartplatzierungen (Jahr, Titel, Musiklabel / Vertrieb, Platzierungen, Wochen, Auszeichnungen, Anmerkungen) | Höchstplatzierung, Gesamtwochen, AuszeichnungChartplatzierungen (Jahr, Titel, Musiklabel / Vertrieb, Platzierungen, Wochen, Auszeichnungen, Anmerkungen) | Anmerkungen |
| Jahr | Titel Musiklabel / Vertrieb                     | DE | AT | CH | Anmerkungen |
| ---- | ----------------------------------------------- | --- | --- | --- | --- |
| 1995 | Herzwerk Eigenvertrieb                          | — | — | — | Erstveröffentlichung: 1995 Erscheinungsformate: CD                                                                            |
| 1997 | Wer bist du? Golden Core Records / Terra Zone   | — | — | — | Erstveröffentlichung: 30. Juni 1997 Erscheinungsformate: CD Produzent: Andreas „Andy“ Knote                                   |
| 1998 | Kopfschuss Golden Core Records / Terra Zone     | — | — | — | Erstveröffentlichung: 19. Oktober 1998 Erscheinungsformate: CD Produzenten: Andreas List, Jürgen „Yogi“ Lang                  |
| 2000 | Himmelfahrt Golden Core Records / Terra Zone    | DE78 (1 Wo.)DE | — | — | Erstveröffentlichung: 3. April 2000 Erscheinungsformate: CD, MC Produzenten: Andreas List, Jürgen „Yogi“ Lang                 |
| 2002 | Herzwerk II Firestarter / BMG Ariola            | DE78 (2 Wo.)DE | — | — | Erstveröffentlichung: 1. April 2002 Erscheinungsformate: CD, CDR, MC Produzent: Ralf Weigand                                  |
| 2004 | 5 S.A.D. Music                                  | — | — | — | Erstveröffentlichung: 5. Mai 2004 Erscheinungsformate: CD Produzenten: Aino Laos, Ralph Quick                                 |
| 2008 | Heuchler Golden Core Records / ZYX Music        | DE31 (2 Wo.)DE | — | — | Erstveröffentlichung: 4. August 2008 Erscheinungsformate: CD, LP* Produzenten: Christian Bystron, Werner Weninger             |
| 2012 | Götterdämmerung Golden Core Records / ZYX Music | DE19 (4 Wo.)DE | — | — | Erstveröffentlichung: 20. Januar 2012 Erscheinungsformate: CD, CD+DVD***, LP* Produzenten: Christian Bystron, Werner Weninger |
| 2014 | Zombieland Napalm Records                       | DE17 (2 Wo.)DE | AT75 (1 Wo.)AT | CH68 (1 Wo.)CH | Erstveröffentlichung: 31. Oktober 2014 Erscheinungsformate: CD, 2xCD**, 2xLP* Produzent: Christian Bystron                    |
| 2018 | Komet Napalm Records                            | DE7 (2 Wo.)DE | AT49 (1 Wo.)AT | CH43 (1 Wo.)CH | Erstveröffentlichung: 23. Februar 2018 Erscheinungsformate: CD, 2xCD*, 2xLP* Produzenten: Christian Bystron, Henning Verlage  |
| 2023 | In Teufels Namen Napalm Records                 | DE16 (1 Wo.)DE | — | CH53 (1 Wo.)CH | Erstveröffentlichung: 11. August 2023 Produzenten: Christian Bystron, Henning Verlage                                         |

* Limitierte Edition / **Boxset / ***Sonderedition

### Livealben
- 2012: Live at Wacken 2012 (DVD; ZYX Music) Bestandteil der Sonderedition Götterdämmerung - Wacken Live Edition
- 2018: Live in München (CD; Napalm Records) Bestandteil der limitierten Edition des Albums Komet

### Kompilationen
- 2001: Querschnitt (2xCD/2xCDR; Golden Core Records / Terra Zone)
- 2009: Totgesagte leben länger (CD; Golden Core Records)

### Remixalben
- 2010: Loblieder (2xCD/CD; Golden Core Records / ZYX Music)

### EPs
- 2015: Erdwärts (CD; Napalm Records)

## Singles
- 1994: Sexodus (CD; Eigenvertrieb) Demo-Single
- 1997: Gott sein (CD; ZYX Music)
- 1998: Liebestöter (CD; Golden Core Records / Terra Zone)
- 1998: Rock Me, Amadeus (Falco-Cover) (CD; Golden Core Records / Terra Zone)
- 1999: Freiflug (CD; Golden Core Records / ZYX Music)
- 2000: Himmelfahrt (CD/CDR/10"; Golden Core Records)
- 2005: Dein Herz Schlägt (CD; S.A.D. Music)
- 2008: Mann von Welt (CD; Golden Core Records)
- 2009: Heuchler (CDR; Golden Core Records)
- 2011: Jagdzeit (CD; ZYX Music)
- 2013: Gegen den Wind (MP3; ZYX Music)
- 2014: Für immer (MP3; Napalm Records)
- 2014: Wir könnten Götter sein (CD; Napalm Records / Universal Music) Beilage des Sonic-Seducer-Magazins
- 2017: Vorhang auf (MP3; Napalm Records)
- 2018: Komet (7"/MP3; Napalm Records) 7" Vinyl auf 499 Exemplare limitiert, Beilage des Sonic Seducer Magazins 02/2018
- 2018: Von oben (MP3; Napalm Records)
- 2023: Alles Arschlöcher (MP3; Napalm Records)
- 2023: Engelsgesicht (MP3; Napalm Records)
- 2023: In Teufels Namen (MP3; Napalm Records)

## Musikvideos
- 1997: Freiflug
- 2011: Jagdzeit
- 2012: Herz aus Gold
- 2012: Gegen den Wind
- 2014: Himmelsstürmer (Lyric Video)
- 2014: Für immer
- 2015: Wer hat Angst vorm schwarzen Mann?
- 2016: Einsam
- 2017: Vorhang Auf (Regie: Adam D. Barker)
- 2018: Komet

## Boxsets
- 2014: Zombieland / Fanbox (Napalm Records) – Inhalt: 2xCD, Flagge, Anhänger, signierte Autogrammkarte
- 2018: Komet / Deluxe Fanbox (Napalm Records) – Inhalt: 2xCD, Flagge, Anhänger, signierte Autogrammkarte, limitiert auf 500 Exemplare

## Sonderveröffentlichungen

### Sondereditionen
- 2012: Götterdämmerung – Wacken Live Edition (CD+DVD; ZYX Music)

### Bündel
- 2014: Geschichte Schreiben (9xCD; Golden Core Records / ZYX Music)

## Weitere Veröffentlichungen
- 1999: Freiflug (DVD/VHS; Golden Core Records / ZYX Music)
- 2002: Double Feature (CD; Firestarter / BMG Ariola; limitierte Promo-Single)
- 2003: I (amerikanische Version von Wer Bist Du?)
- 2003: Jordan (als OST Track auf dem Soundtrack Album zu Alone in the Dark)
- 2005: II (amerikanische Version von Kopfschuss)
- 2007: Freiflug E.P. (DVD; Golden Core Records / ZYX Music)

## Statistik

### Chartauswertung
|                     | DE    | AT    | CH    |
| ------------------- | ----- | ----- | ----- |
| Nummer-eins-Alben   | DE—DE | AT—AT | CH—CH |
| Top-10-Alben        | DE1DE | AT—AT | CH—CH |
| Alben in den Charts | DE7DE | AT2AT | CH3CH |